# Linea gialla
Linea gialla è stato un programma televisivo in onda su LA7 dal 17 settembre 2013 al 25 febbraio 2014, il martedì in prima serata. Fu condotto da Salvo Sottile, che è stato anche autore con la collaborazione di Giovanni Filippetto. 
Il programma è stato costituito in falsariga con Chi l'ha visto? e Quarto Grado.

## Storia del programma
Il programma, voluto dall'editore di LA7 Urbano Cairo per ampliare l'offerta dell'informazione in prima serata della sua rete, tratta inchieste e casi di cronaca bianca e nera, sia di stretta attualità, con inchieste girate sul campo, che famosi delitti irrisolti, con l'aiuto di tecnici ed esperti in collegamento e in studio. Vi è poi un centralino sempre attivo che gli spettatori possono chiamare per rivolgere le proprie segnalazioni. Al programma partecipa Fiore De Rienzo, ex collaboratore di Federica Sciarelli. Dopo la pausa natalizia, all'inizio del gennaio 2014 ha preso il via la seconda parte dell'edizione che, oltre ad occuparsi dei casi di cronaca, ha dato anche spazio alla politica e alle inchieste, il tutto in uno studio rinnovato. Il 25 febbraio 2014 Linea Gialla ha terminato la sua programmazione su La7, anziché il 1º luglio, come inizialmente previsto, a causa dei bassi ascolti. 

### Ascolti

#### Prima edizione
| Puntata | Data              | Telespettatori | Share  | Fonte  |
| ------- | ----------------- | -------------- | ------ | ------ |
| 1       | 17 settembre 2013 | 467.000        | 02,35% | [ 4 ]  |
| 2       | 24 settembre 2013 | 412.000        | 02,00% | [ 5 ]  |
| 3       | 1º ottobre 2013   | 628.000        | 02,65% | [ 6 ]  |
| 4       | 8 ottobre 2013    | 689.000        | 02,88% | [ 7 ]  |
| 5       | 15 ottobre 2013   | 572.000        | 02,73% | [ 8 ]  |
| 6       | 22 ottobre 2013   | 663.000        | 03,01% | [ 9 ]  |
| 7       | 29 ottobre 2013   | 609.000        | 02,94% | [ 10 ] |
| 8       | 5 novembre 2013   | 602.000        | 02,78% | [ 11 ] |
| 9       | 12 novembre 2013  | 571.000        | 02,79% | [ 12 ] |
| 10      | 19 novembre 2013  | 620.000        | 02,81% | [ 13 ] |
| 11      | 26 novembre 2013  | 577.000        | 02,55% | [ 14 ] |
| 12      | 3 dicembre 2013   | 603.000        | 02,88% | [ 15 ] |
| 13      | 10 dicembre 2013  | 669.000        | 03,28% | [ 16 ] |
| 14      | 17 dicembre 2013  | 581.000        | 02,95% | [ 17 ] |
| #       | Media auditel     | 590.000        | 02,57% | #      |

  Massimo
  Minimo

#### Seconda parte
| Puntata | Data             | Telespettatori | Share  | Fonte  |
| ------- | ---------------- | -------------- | ------ | ------ |
| 1       | 21 gennaio 2014  | 481.000        | 02,17% | [ 18 ] |
| 2       | 28 gennaio 2014  | 722.000        | 03,34% | [ 19 ] |
| 3       | 4 febbraio 2014  | 716.000        | 03,31% | [ 20 ] |
| 4       | 11 febbraio 2014 | 514.000        | 02,36% | [ 21 ] |
| 5       | 25 febbraio 2014 | 487.000        | 02,30% | [ 22 ] |
| #       | Media auditel    | 584.000        | 02,70% | #      |

  Massimo
  Minimo